# Mini-Europe

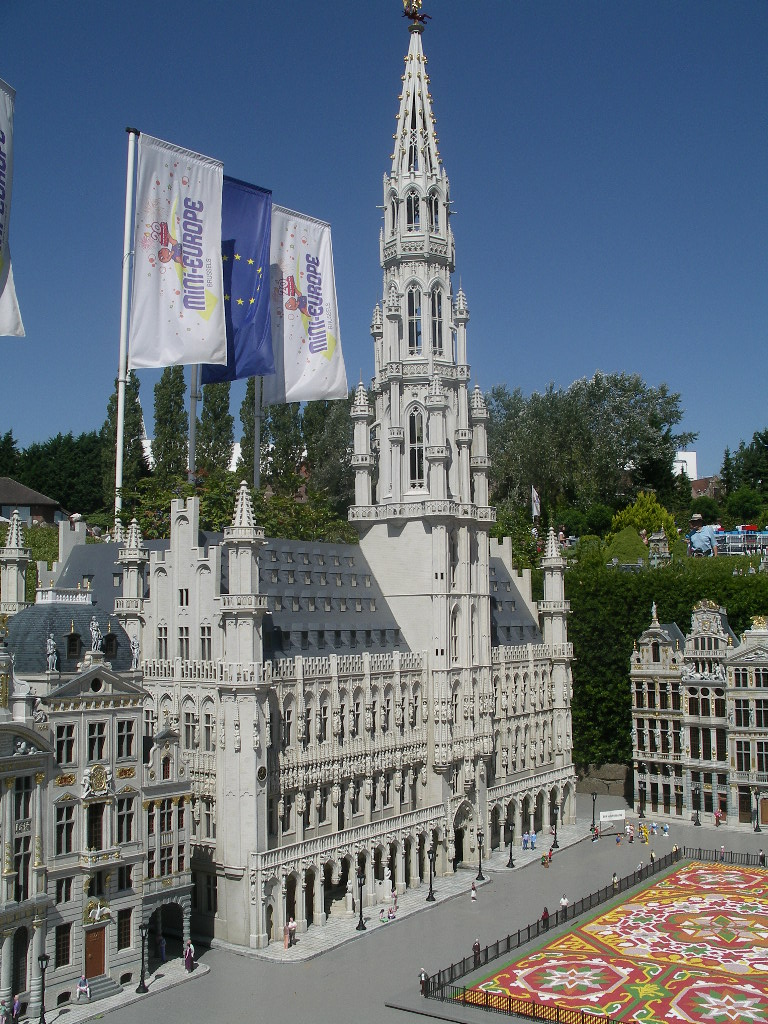
Radnice z Bruselu

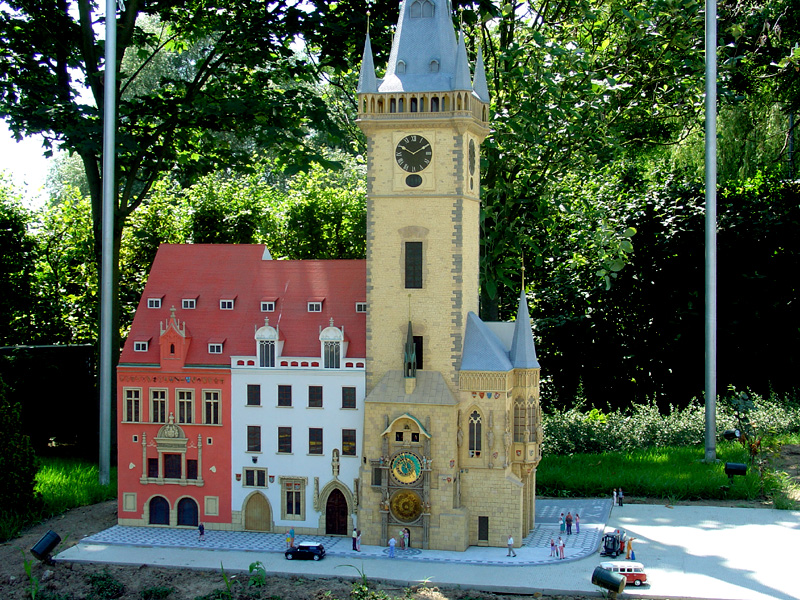
Staroměstský orloj z Prahy

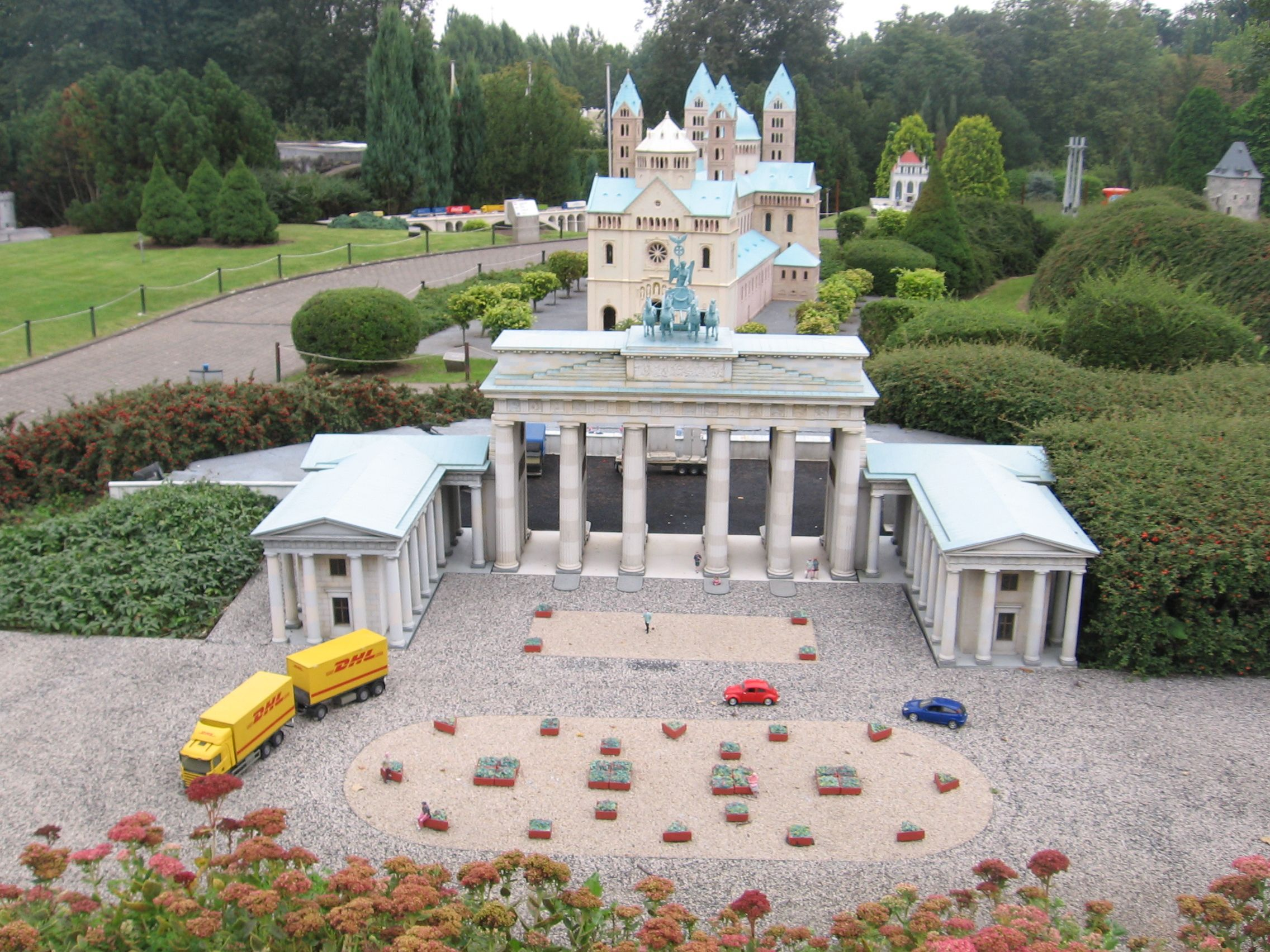
Braniborská brána z Berlína

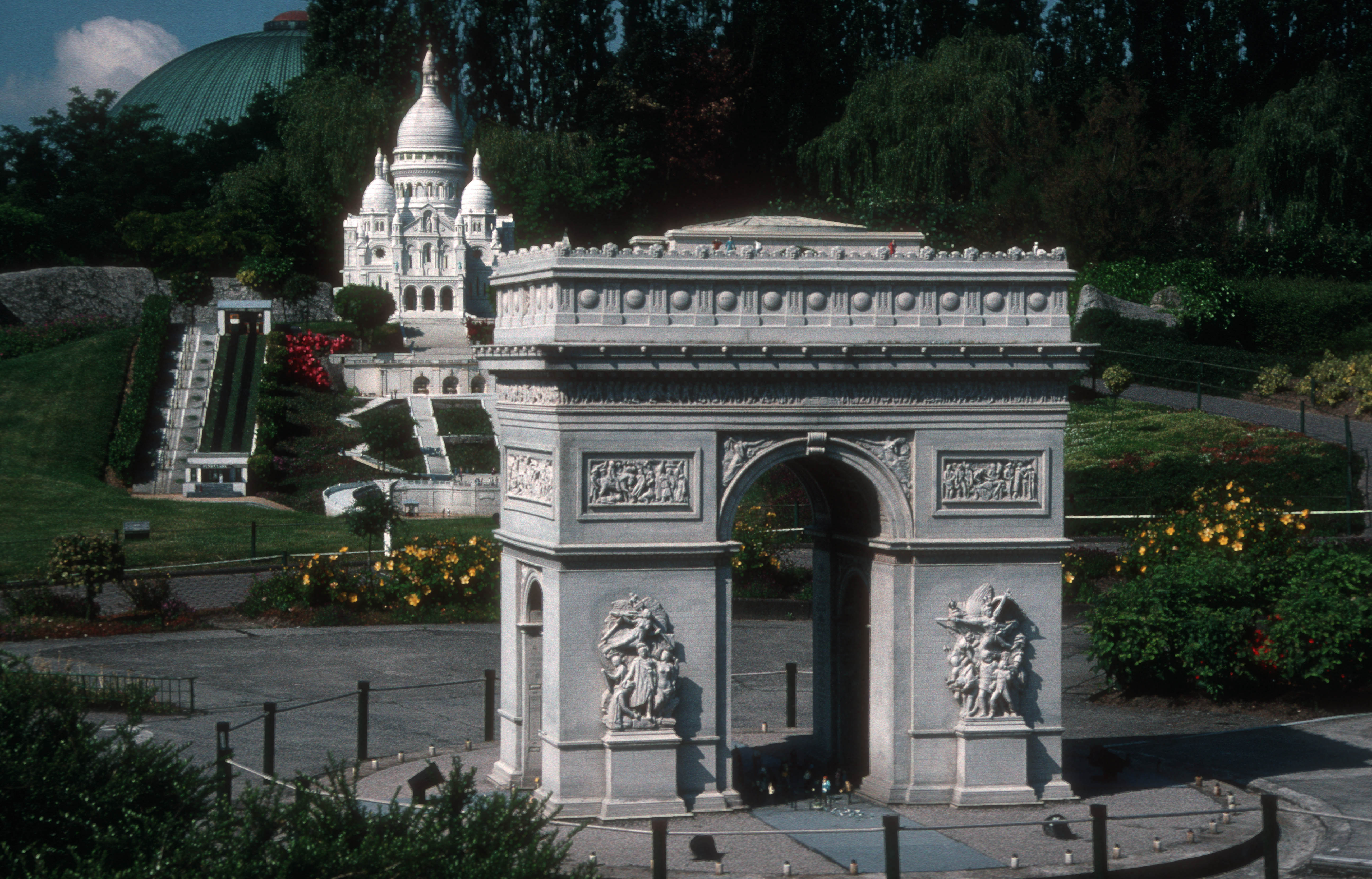
Vítězný oblouk z Paříži

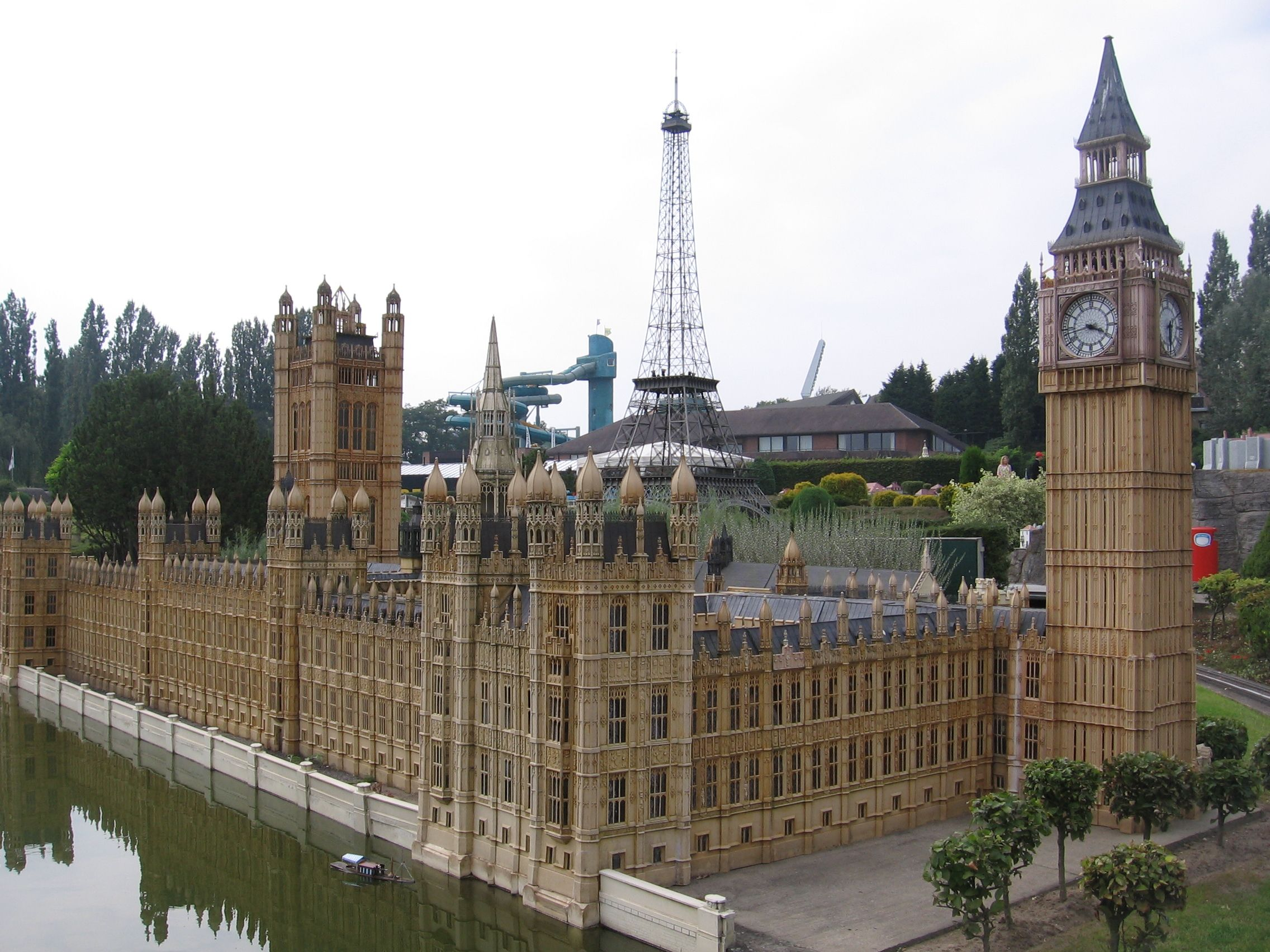
Westminsterský palác z Londýna

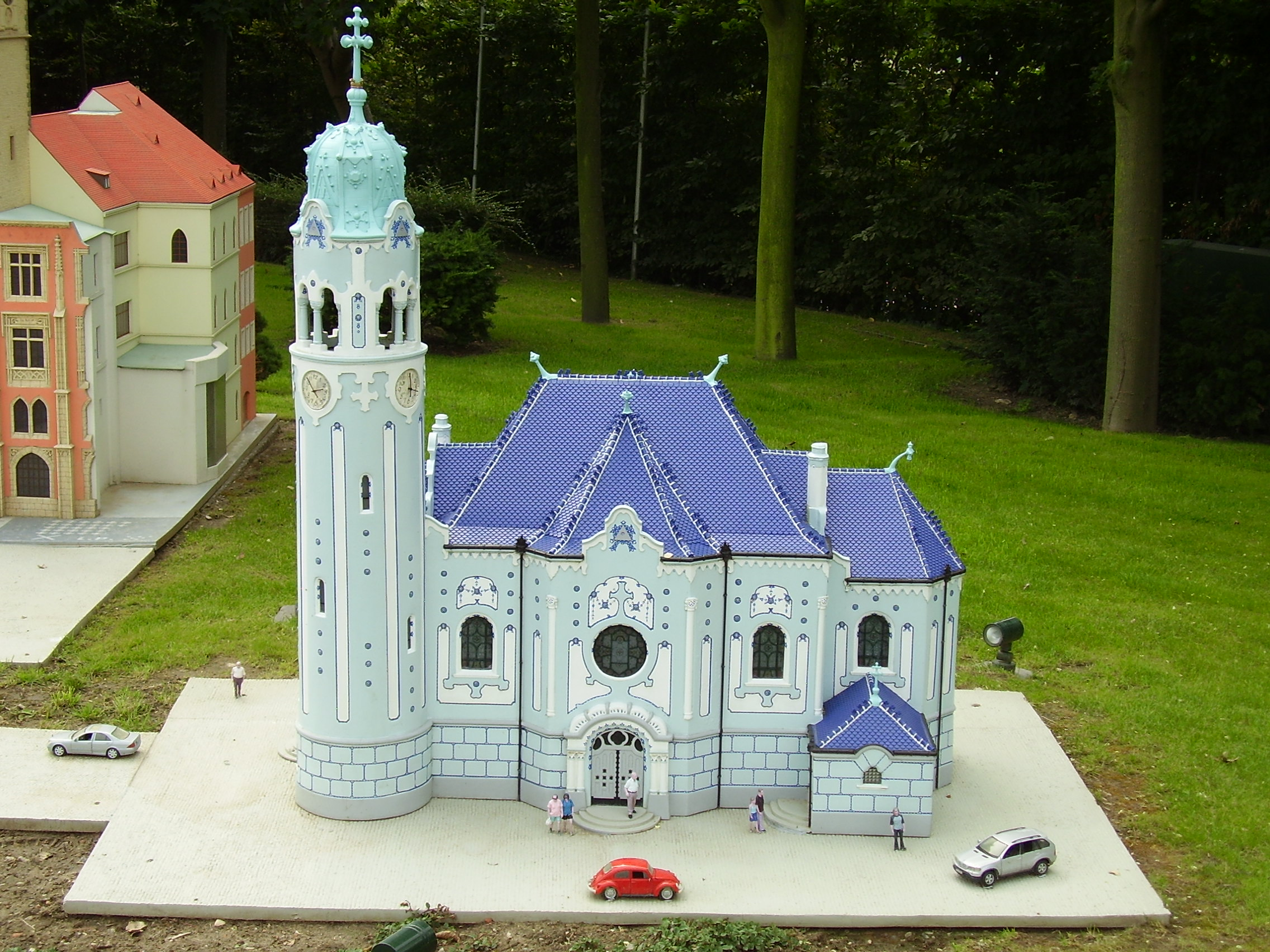
Modrý kostelík z Bratislavy

Mini-Europe je zábavní park s nejméně 350 modely známých budov Evropy ležící kousek od Atomia v Bruselu. Všechny zmenšeniny jsou v poměru 1:25 a jsou zde budovy z dohromady více než 80 měst EU. Park zabírá 24 000 m².

## Modely

### Belgie
- Náměstí Grand Place, Brusel
- Radnice v Lovani
- Zvonice v Bruggy
- Zámek Vêves, Celles
- Kolegiátní kostel a citadela, Dinant
- Berlaymont, Brusel
- Ulice Graslei a Rabot, Gent
- Zámek Alden Biesen, Rijkhoven
- Náměstí Grote Markt, Antverpy
- Curtiovo muzeum, Lutych

### Bulharsko
- Rilský klášter, Rila

### Česká republika
- Staroměstský orloj, Praha

### Dánsko
- Nyhavn a Børsen, Kodaň

### Estonsko
- Věž "Tlusté Markéty", Tallinn

### Finsko
- Olavinlinna, Savonlinna

### Francie
- Eiffelova věž, Paříž
- Vítězný oblouk, Paříž
- Bazilika Sacré-Cœur, Paříž
- Centre Georges Pompidou, Paříž
- Notre Dame du Haut, Ronchamp
- Clos Vougeot, Dijon
- Chenonceau, Chenonceaux
- Královské solné doly v Arc-et-Senans

### Irsko
- Glendalough, hrabství Wicklow
- Rock of Cashel, hrabství Tipperary
- Oratorium Gallarus, hrabství Kerry

### Itálie
- Piazza dei Miracoli, Pisa
- Centrum Benátek
- Piazza del Campo, Siena
- La Rotonda, Vicenza
- Vesuv

### Kypr
- Amfiteátr v Kourion

### Litva
- Univerzita ve Vilniusu

### Lotyšsko
- Památník svobody, Riga

### Maďarsko
- Lázně Széchenyi, Budapešť

### Malta
- Mnajdra

### Německo
- Katedrála ve Špýru
- Hrad Eltz, Porýní-Falc
- Holštýnská brána, Lübeck
- Braniborská brána a Berlínská zeď, Berlín
- Rodný dům Beethovena, Bonn
- Porta Nigra, Trevír

### Nizozemsko
- Centrum Amsterdamu
- Centrum Maastrichtu
- Middelburg
- Orvelte
- Alkmaar
- Vesnice Kinderdijk
- Veere

### Polsko
- Artušův dvůr, Gdaňsk
- Pomník padlým loďařům, Gdaňsk

### Portugalsko
- Belém, Lisabon
- Oceanário de Lisboa, Lisabon
- Guimarães
- Porto
- pobřeží Algarve

### Rakousko
- Stift Melk, Melk

### Rumunsko
- Zámek Mogoşoaia, poblíž Bukurešti

### Slovensko
- Kostel svaté Alžběty, Bratislava

### Slovinsko
- Prešerenské náměstí s Trojmostím, Lublaň

### Španělsko
- Katedrála v Santiago de Compostela
- El Escorial
- Plaza de Toros, Sevilla
- Pomník Kryštofa Kolumba, Barcelona
- La Mancha

### Švédsko
- Radnice ve Stockholmu

### Ukrajina
- Památník nezávislosti, Kyjev

### Velká Británie
- Westminsterský palác a Big Ben, Londýn

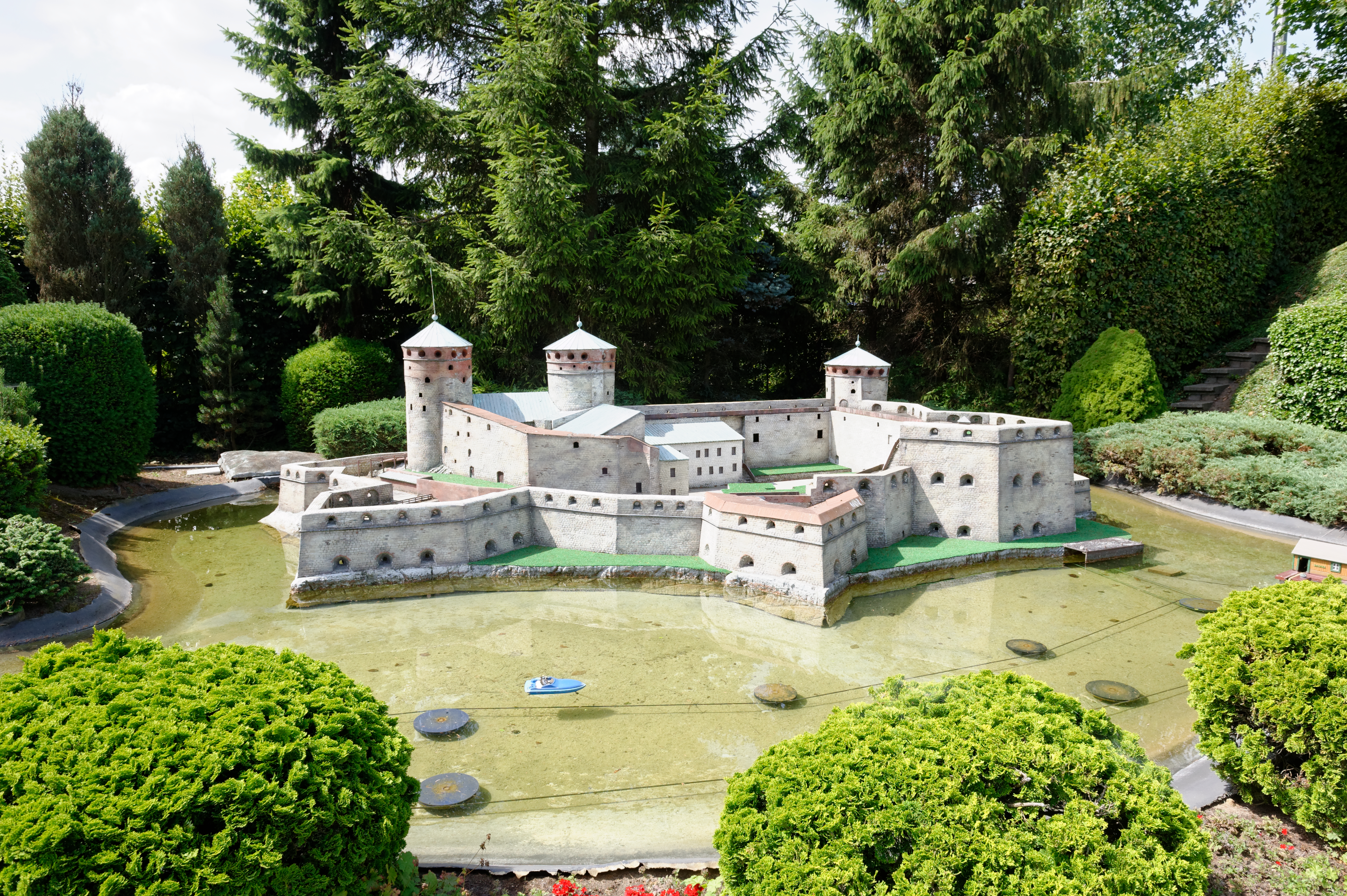
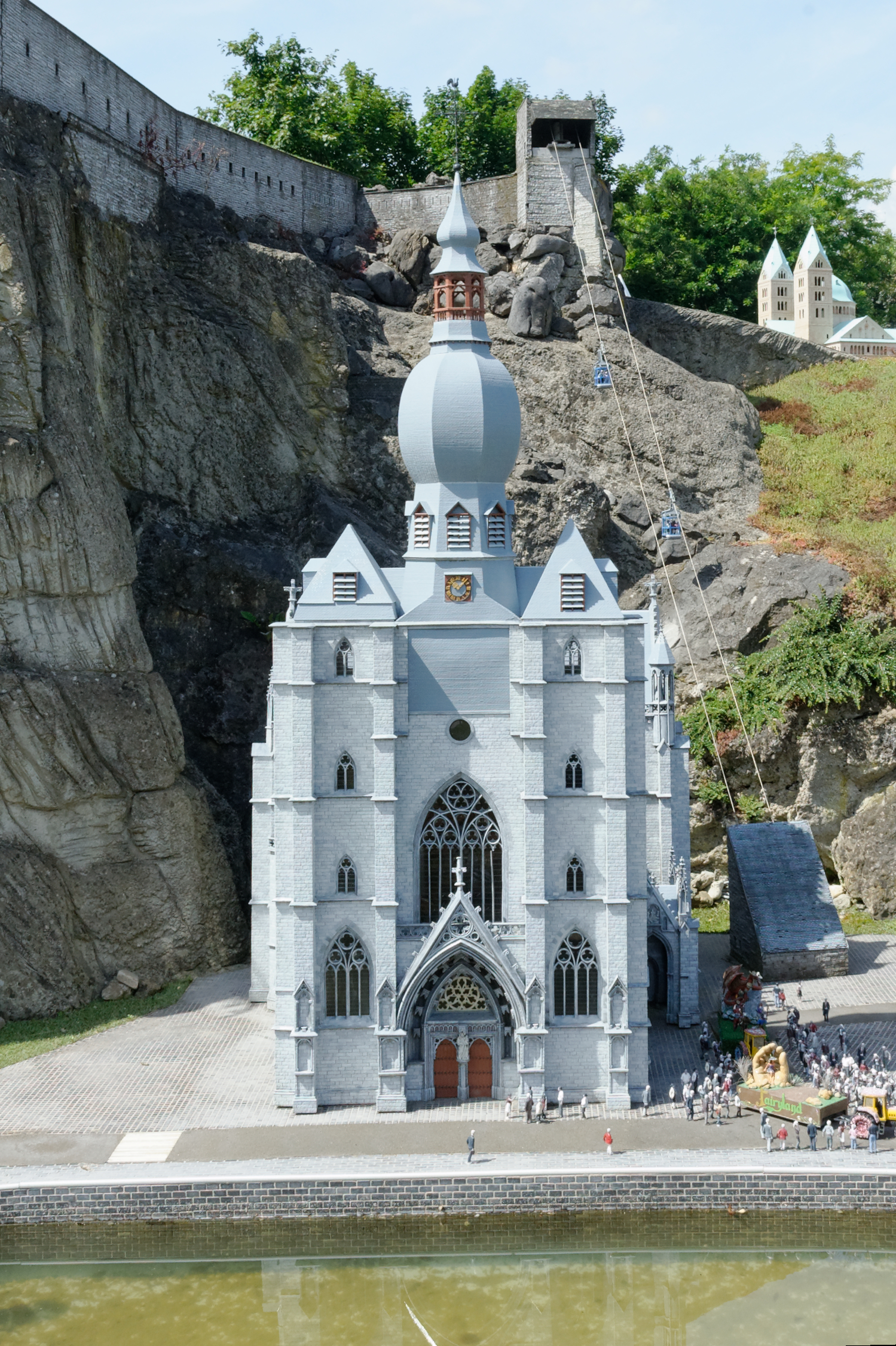
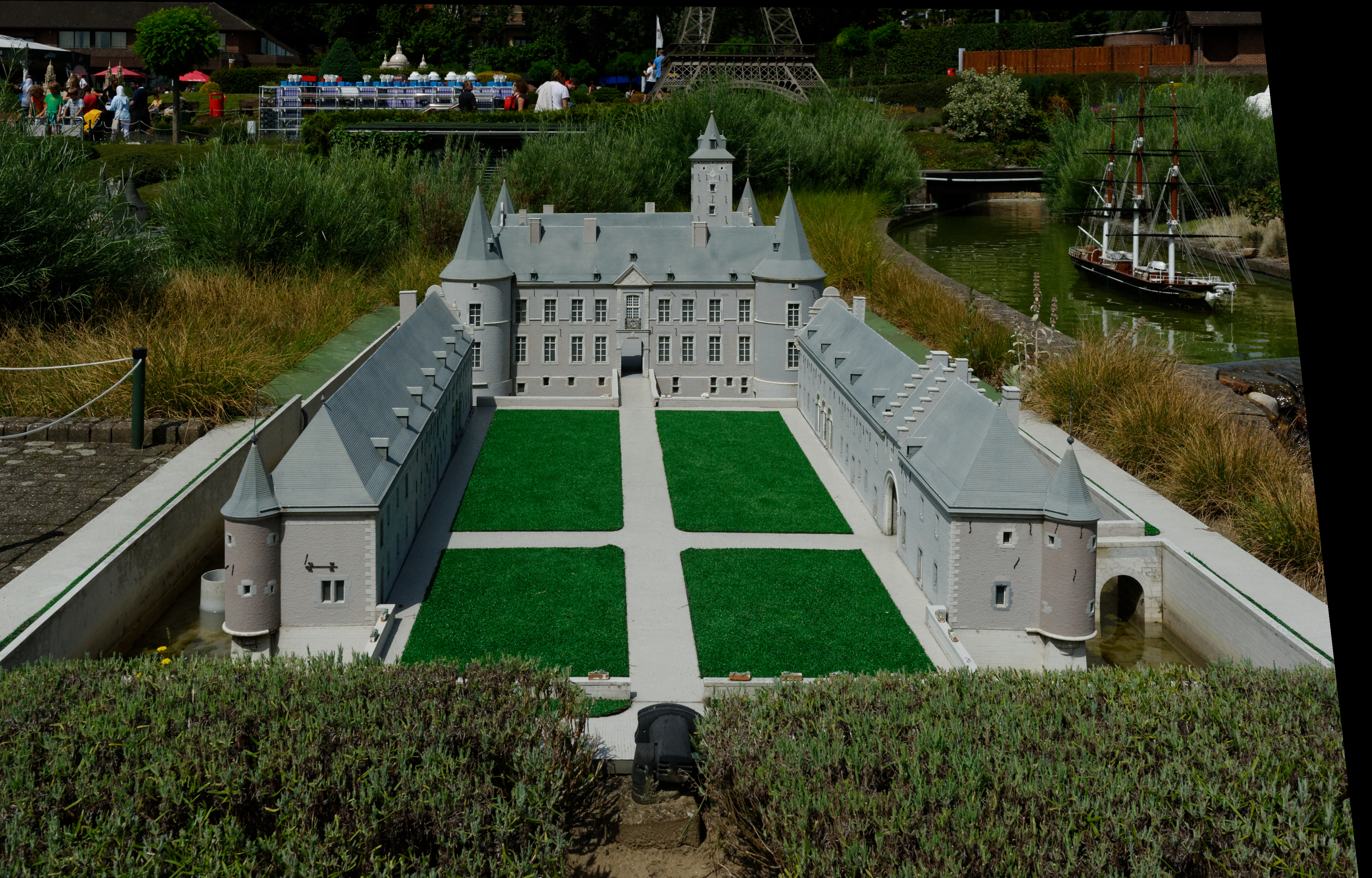
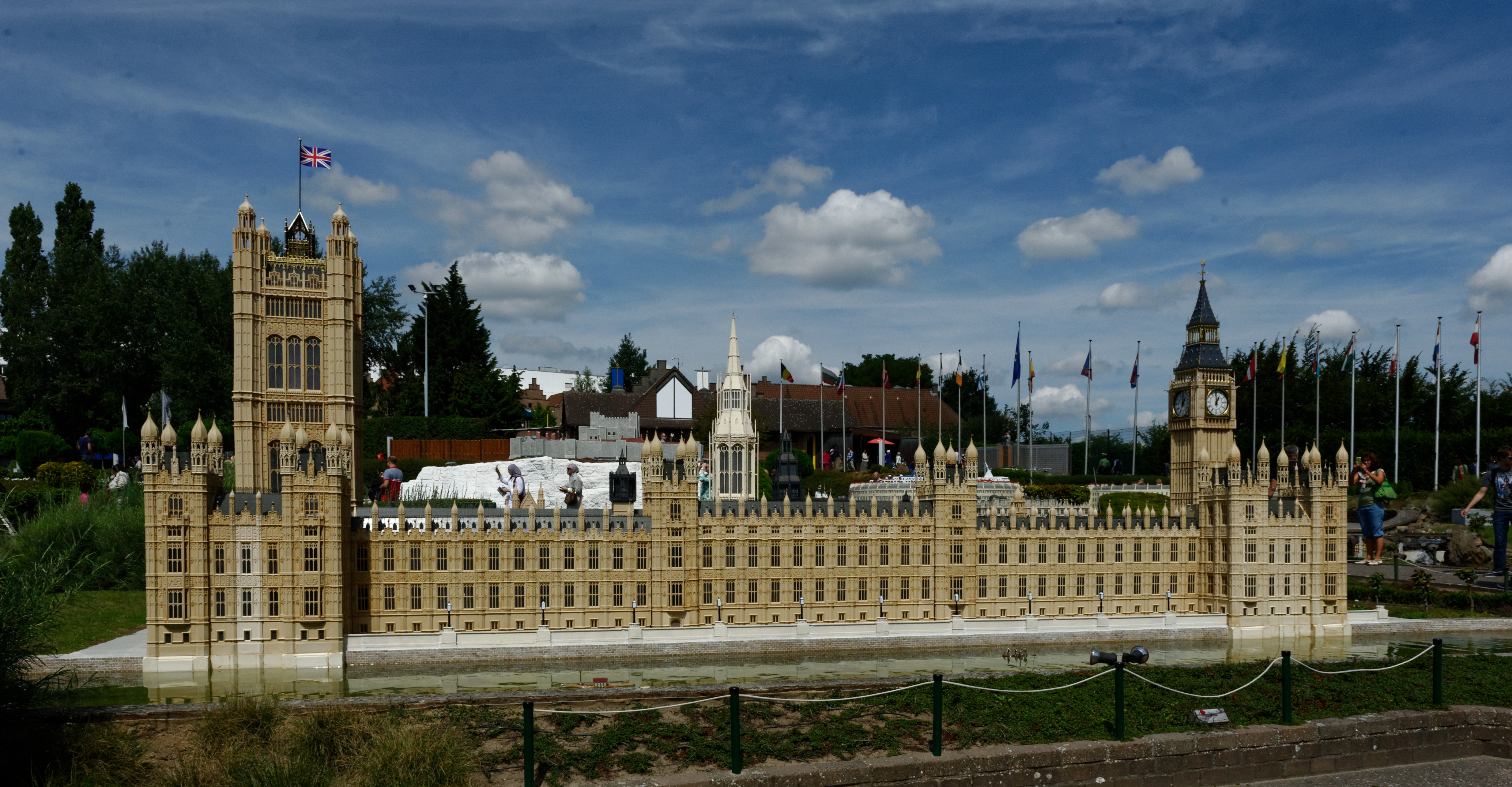
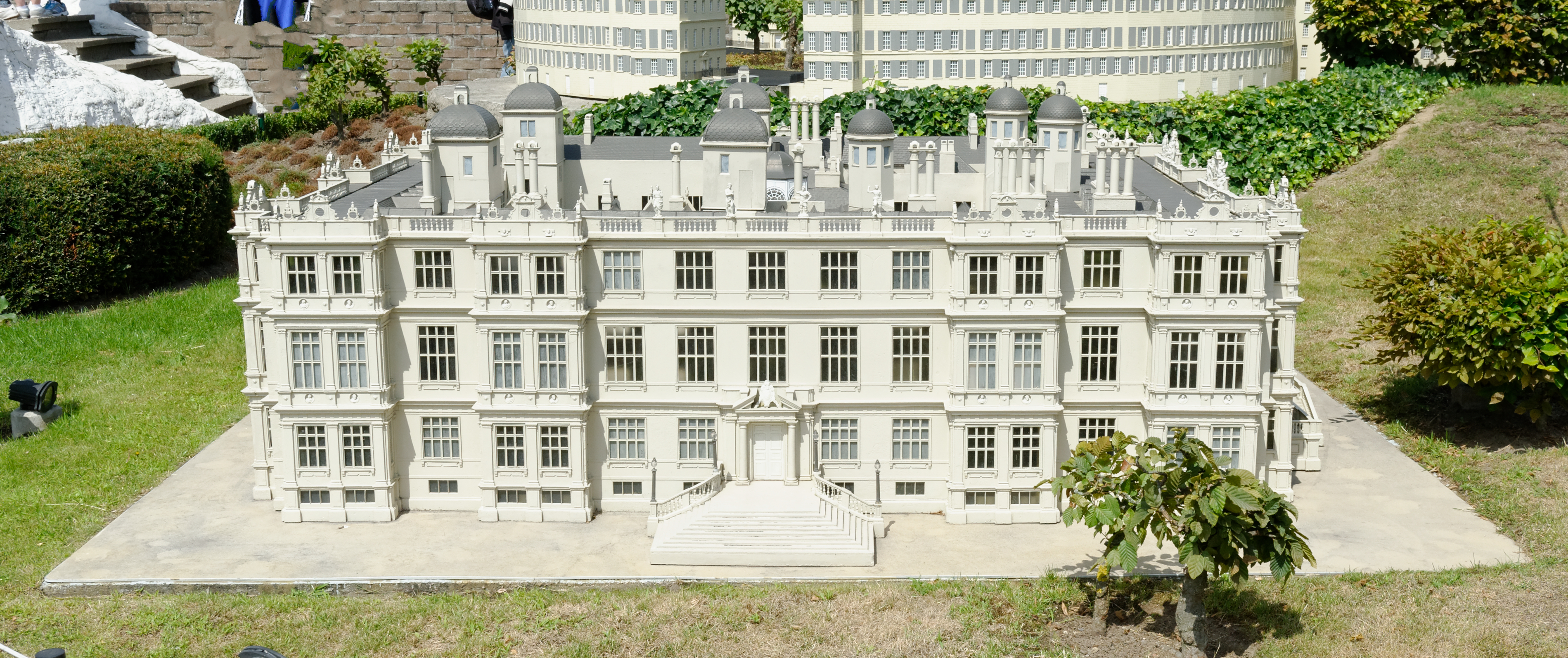
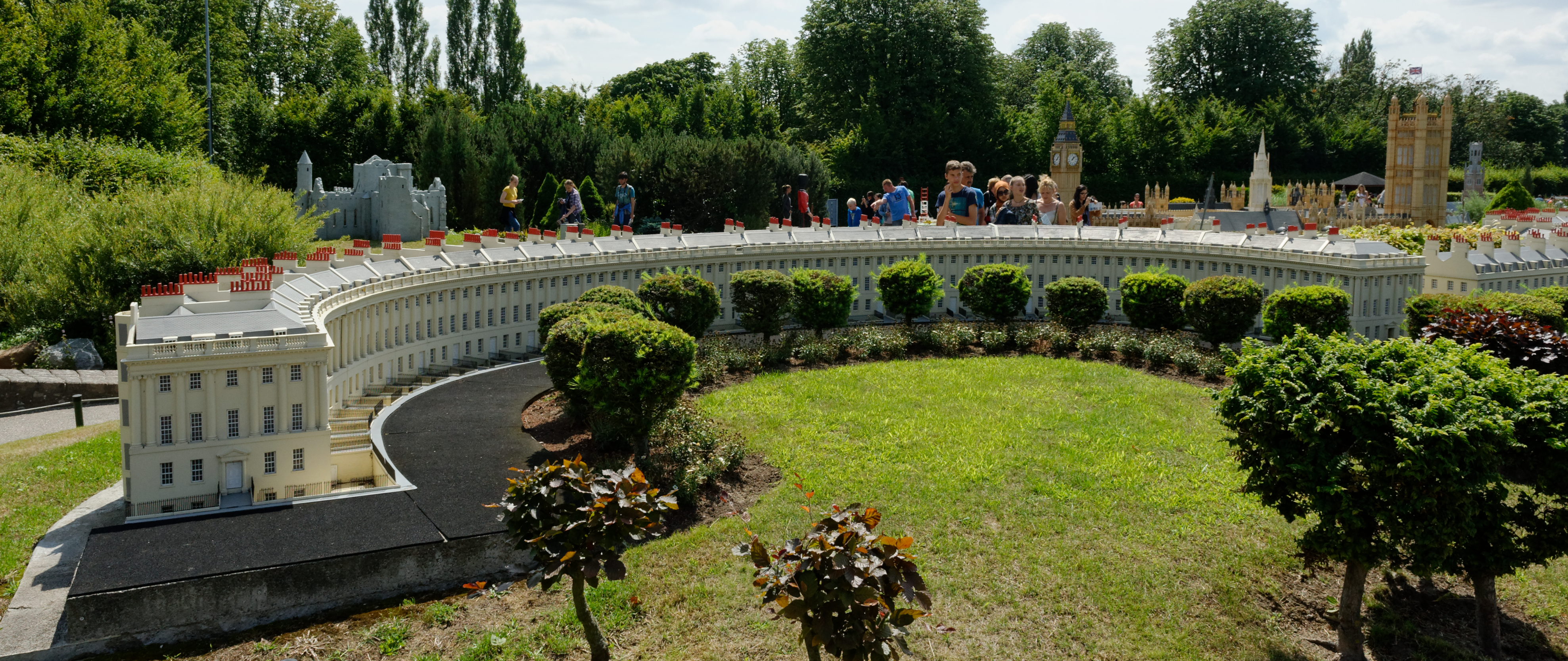
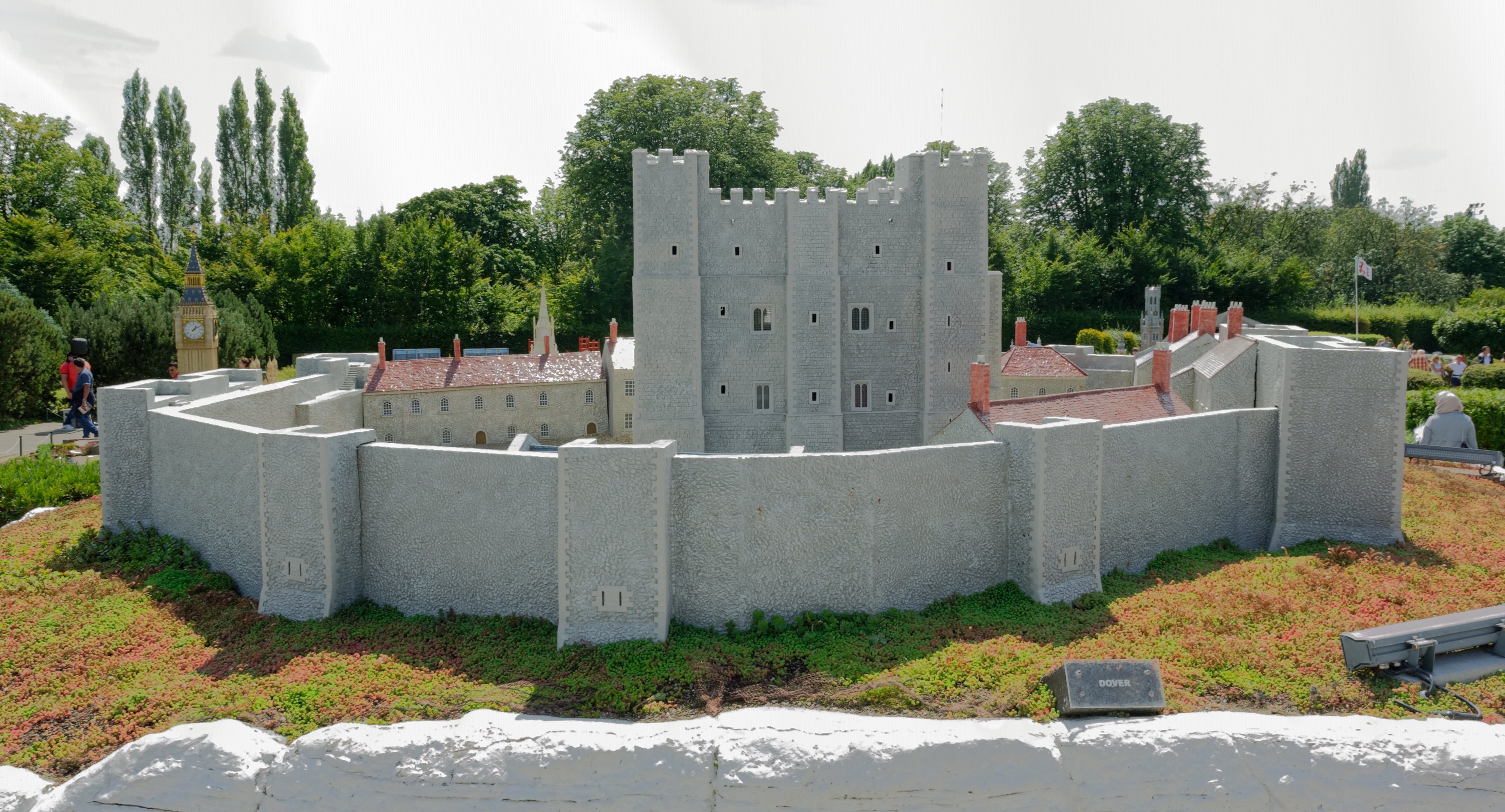
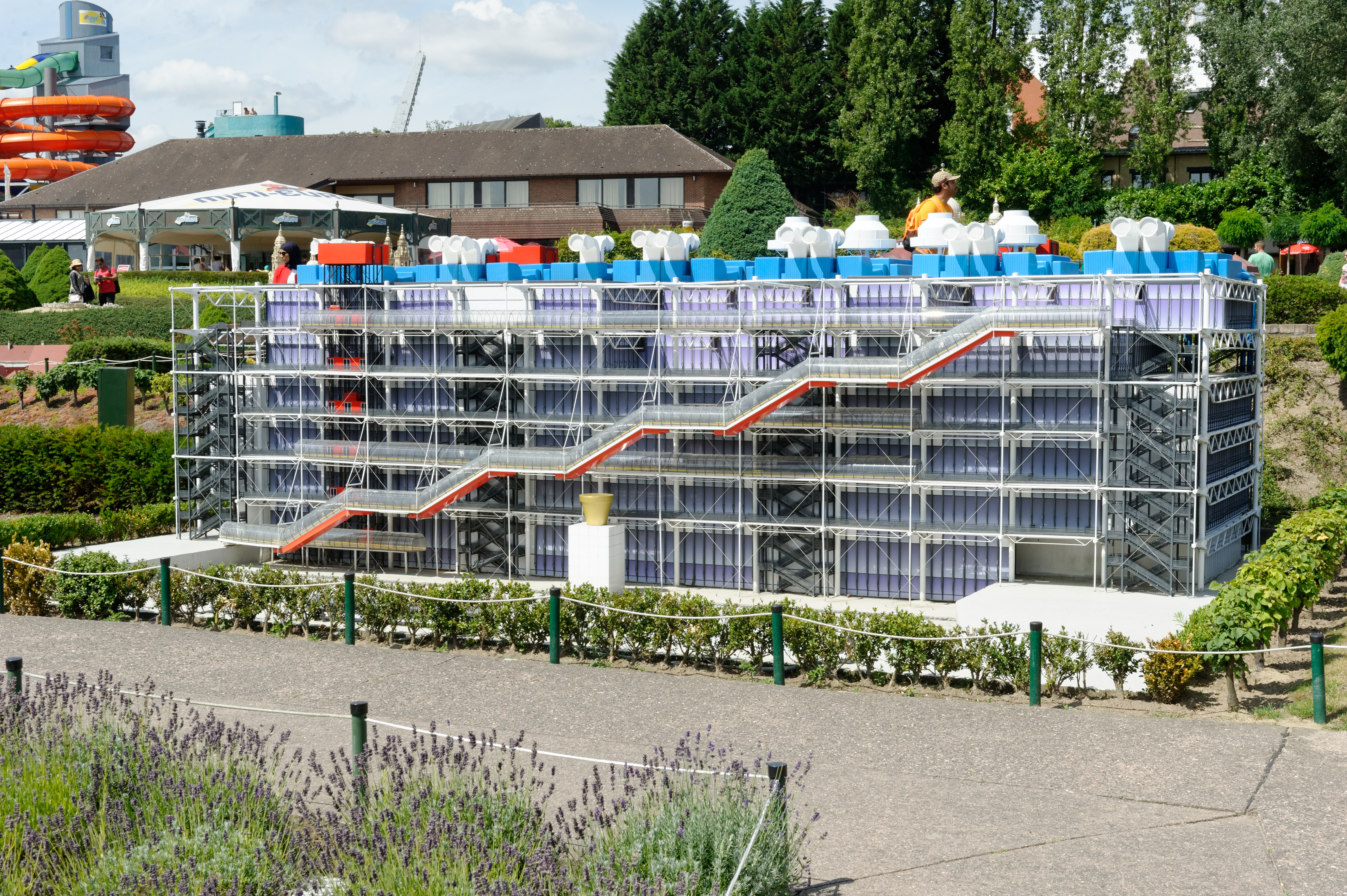
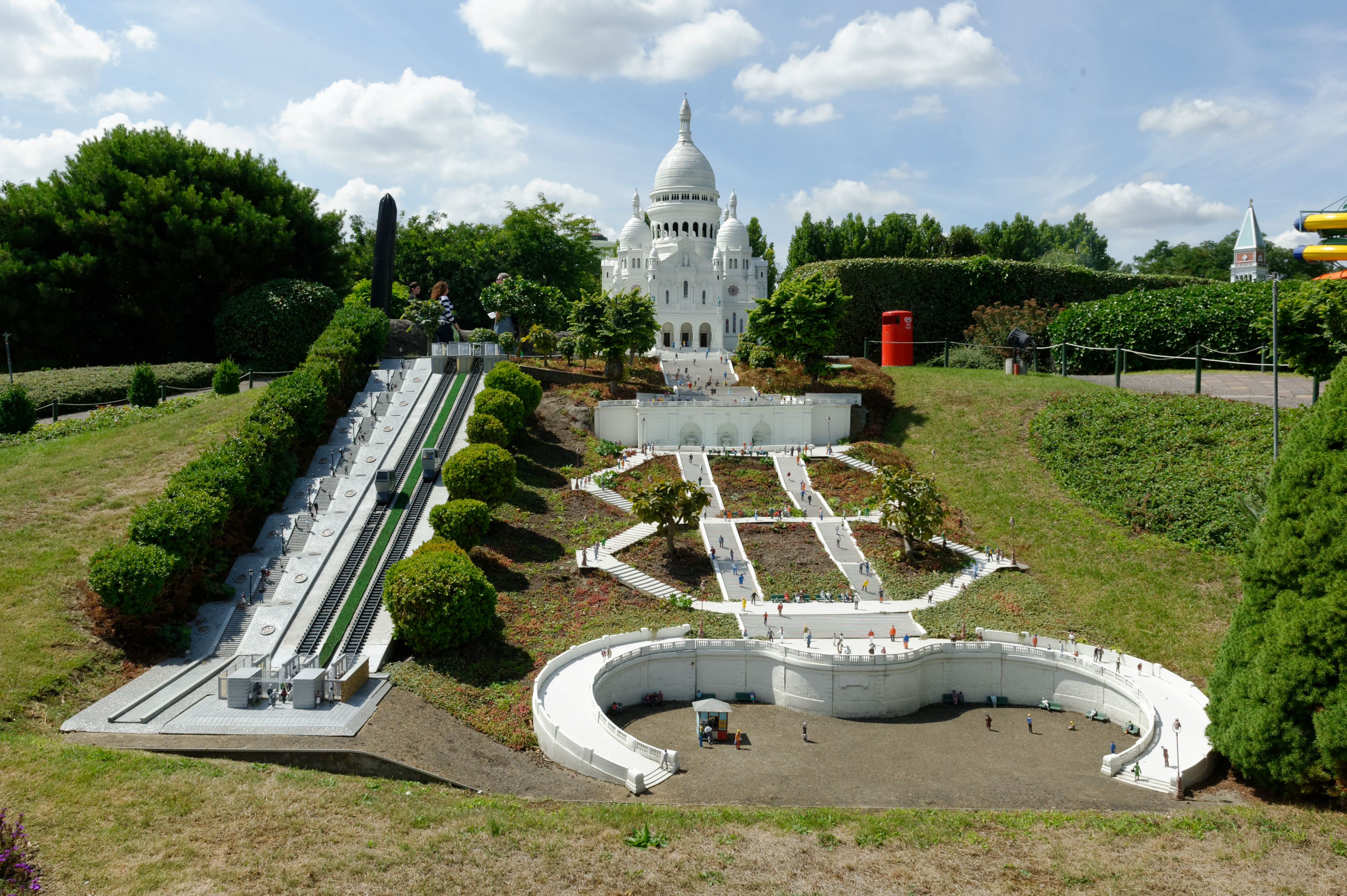
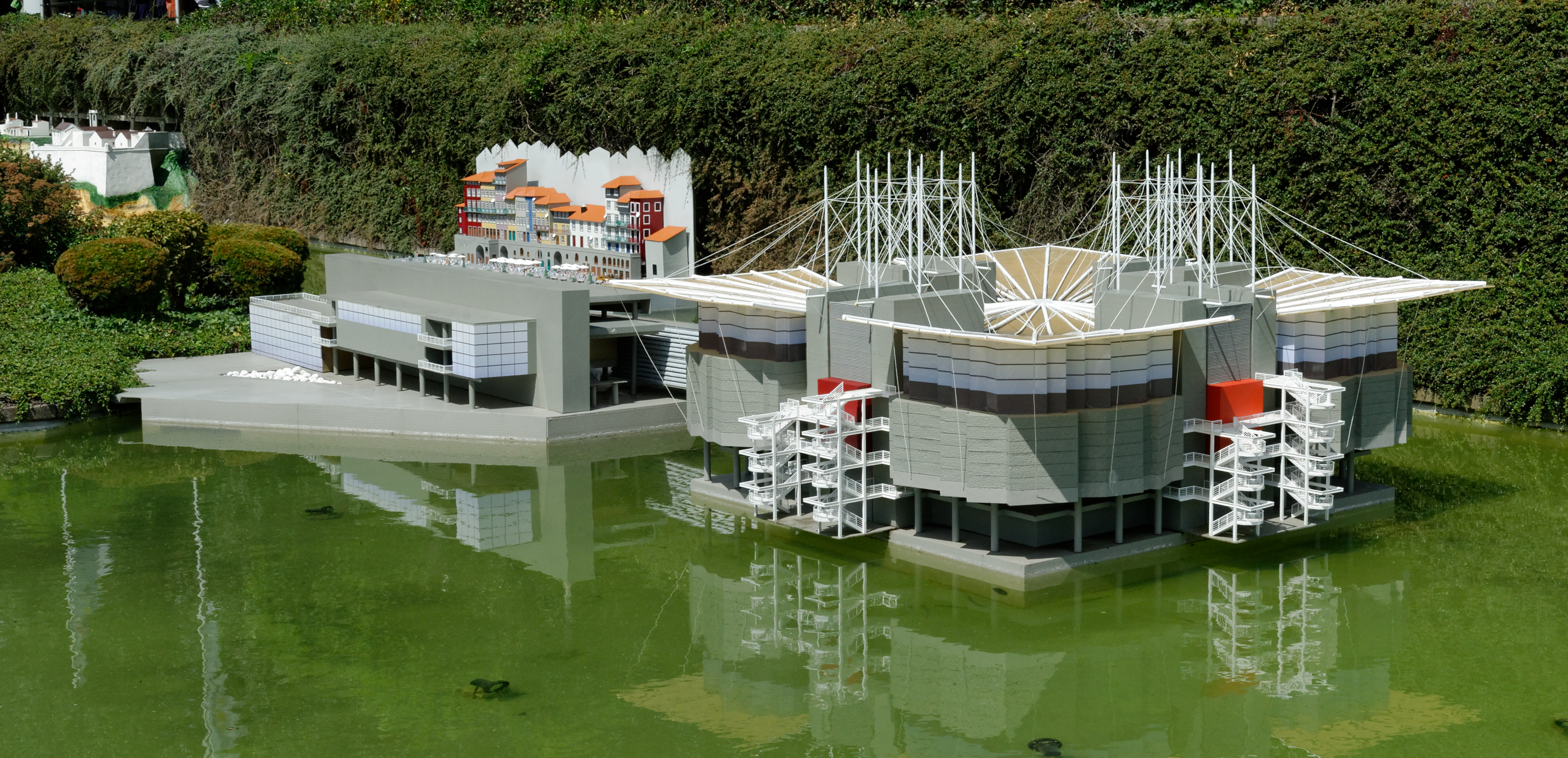
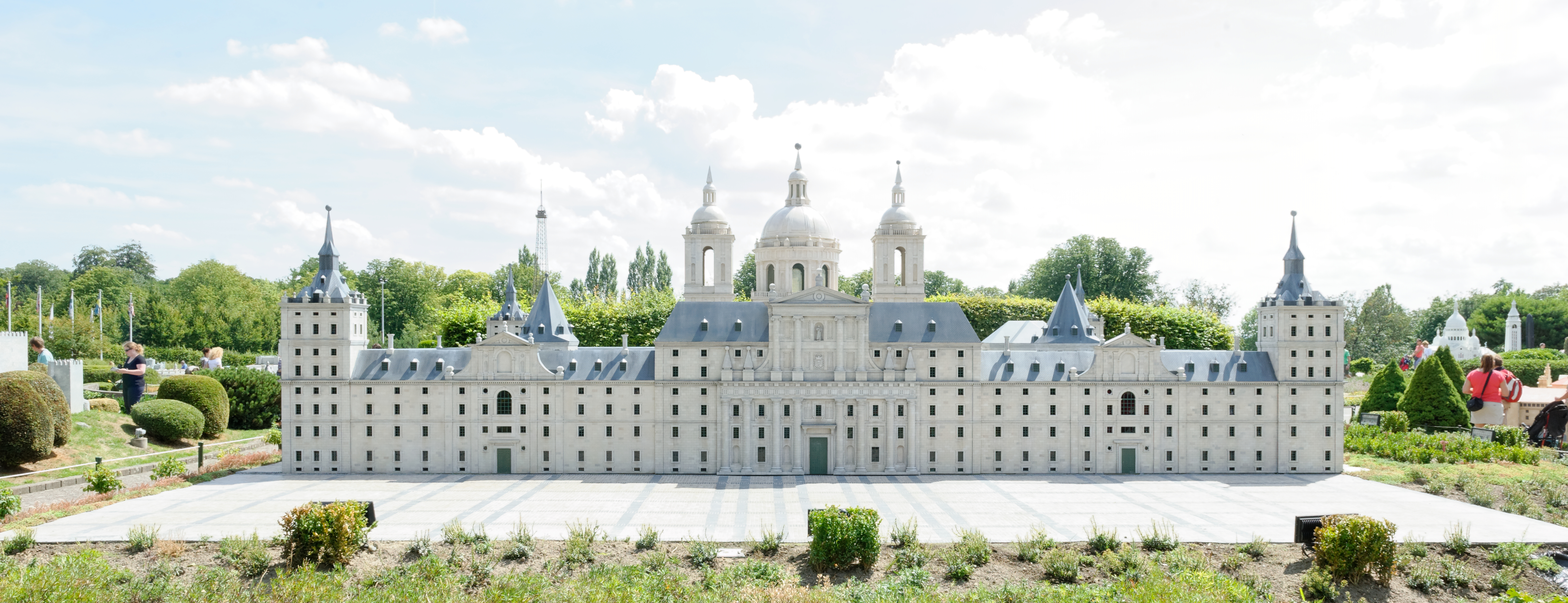
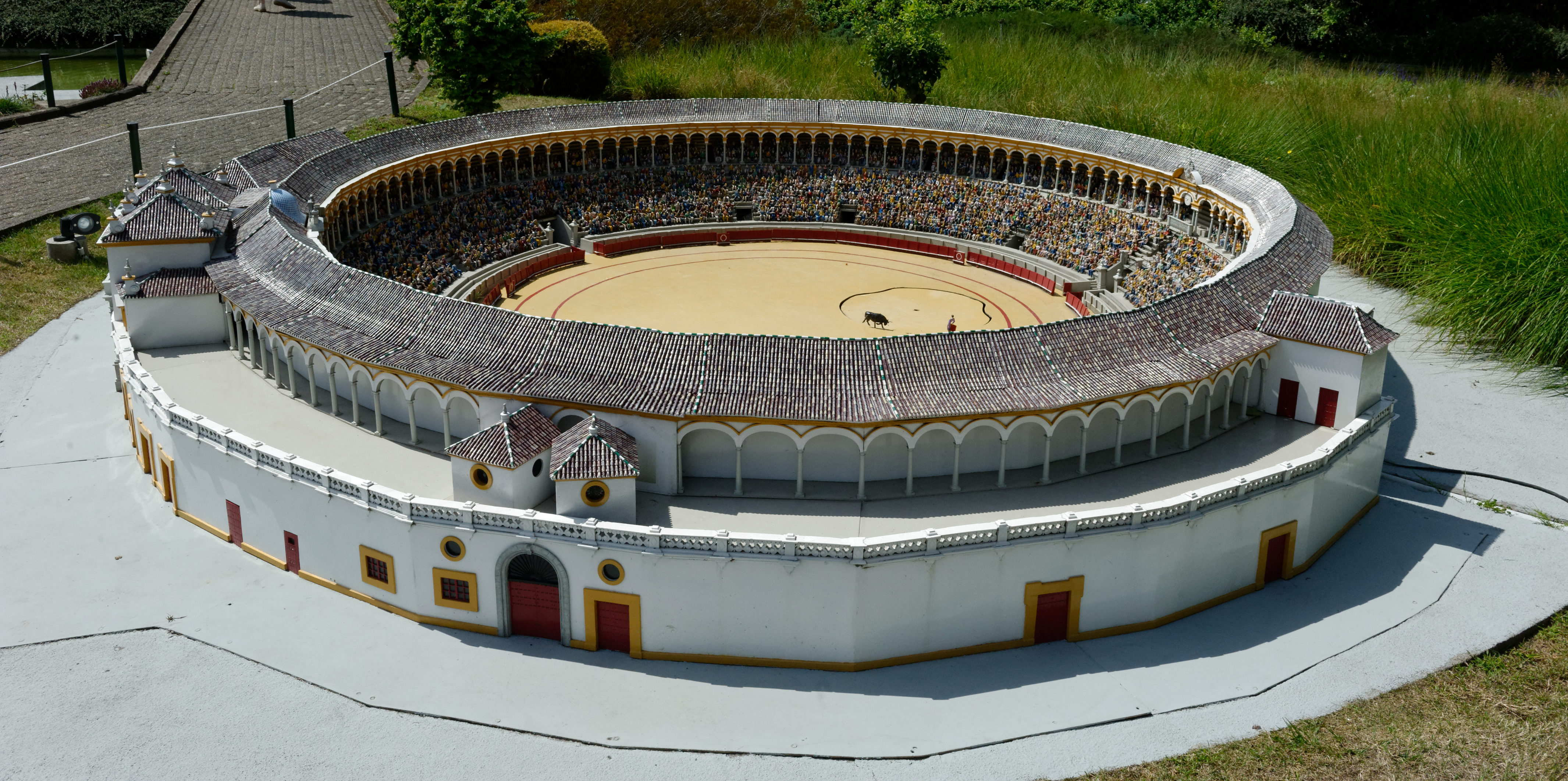
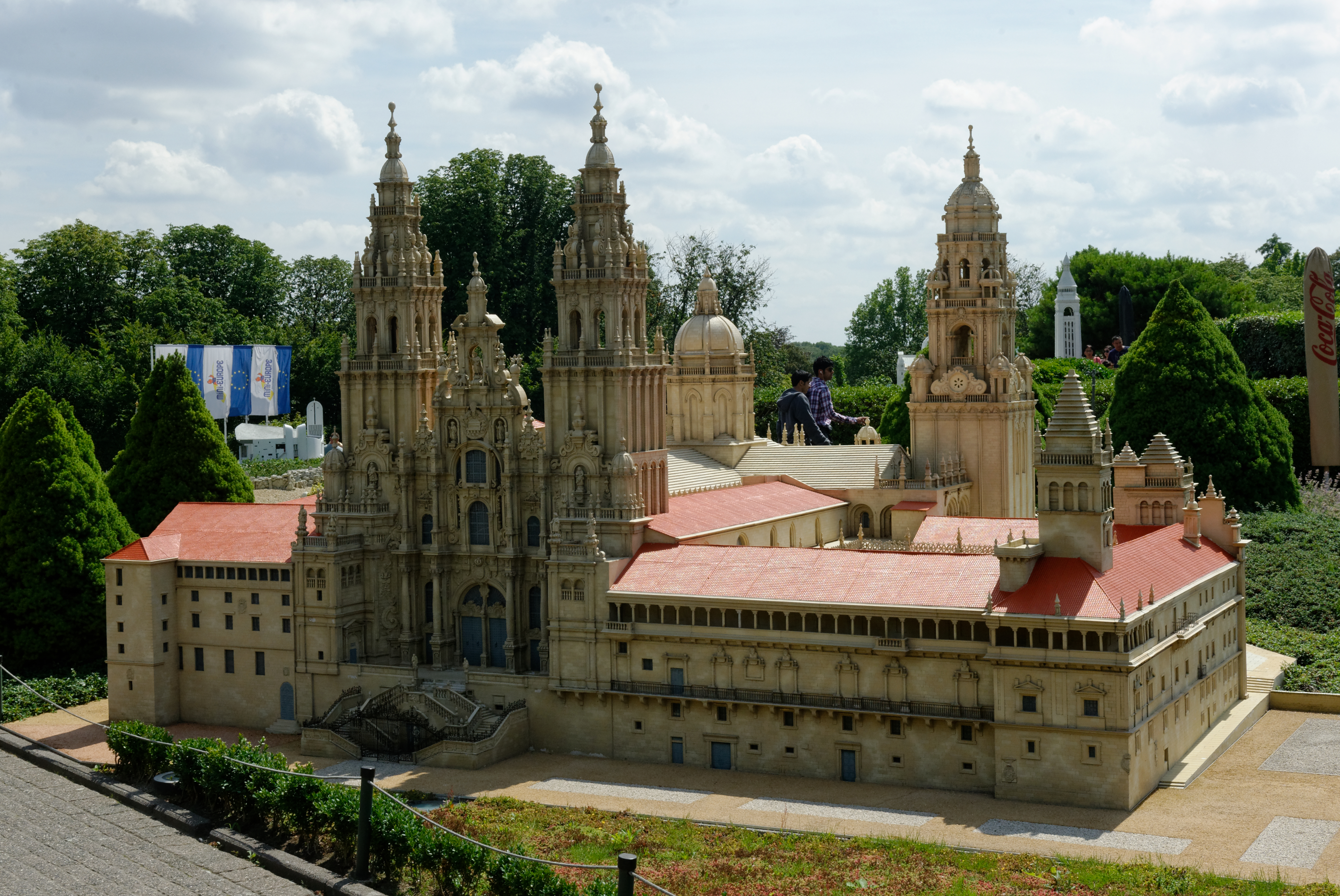
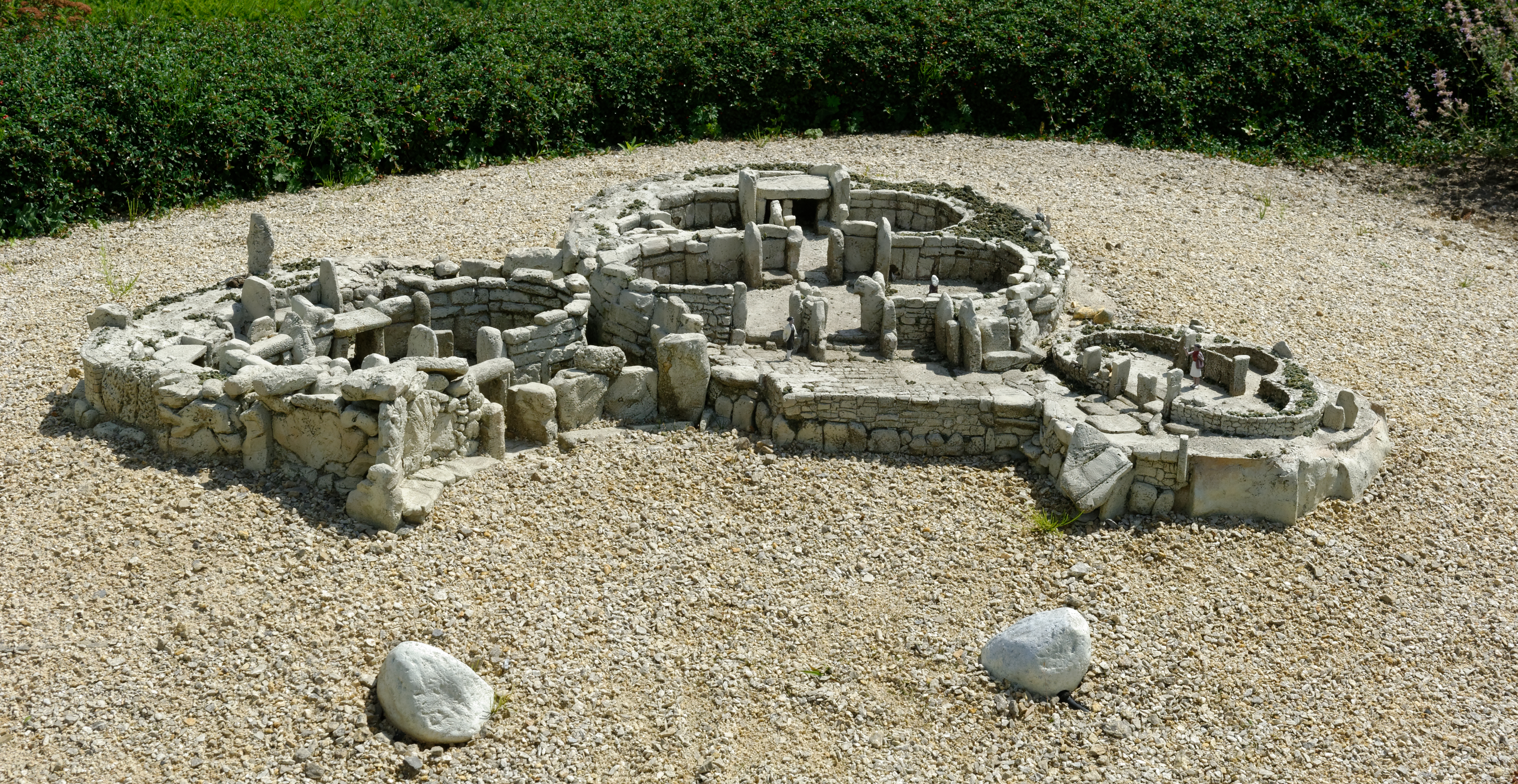
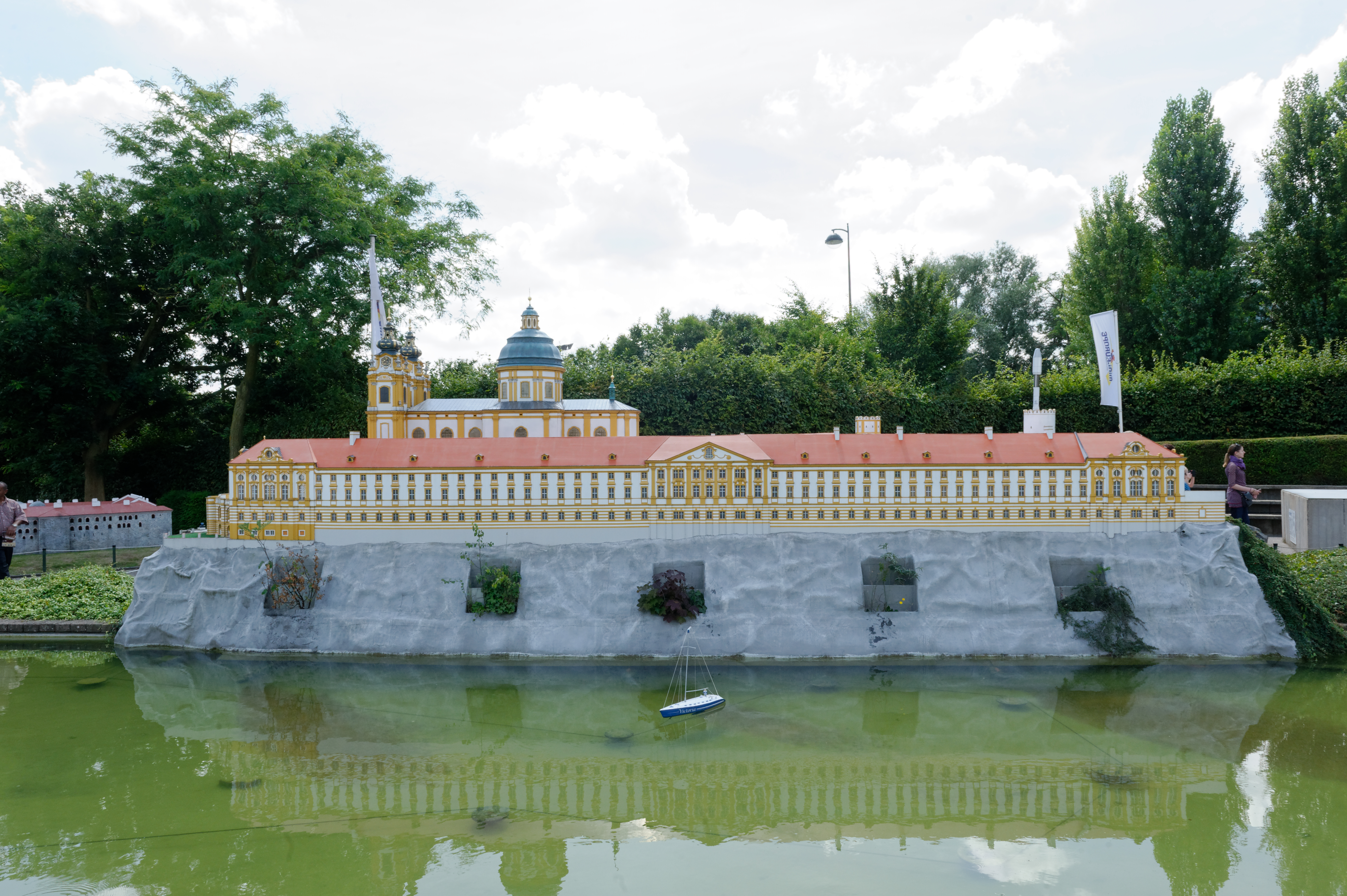
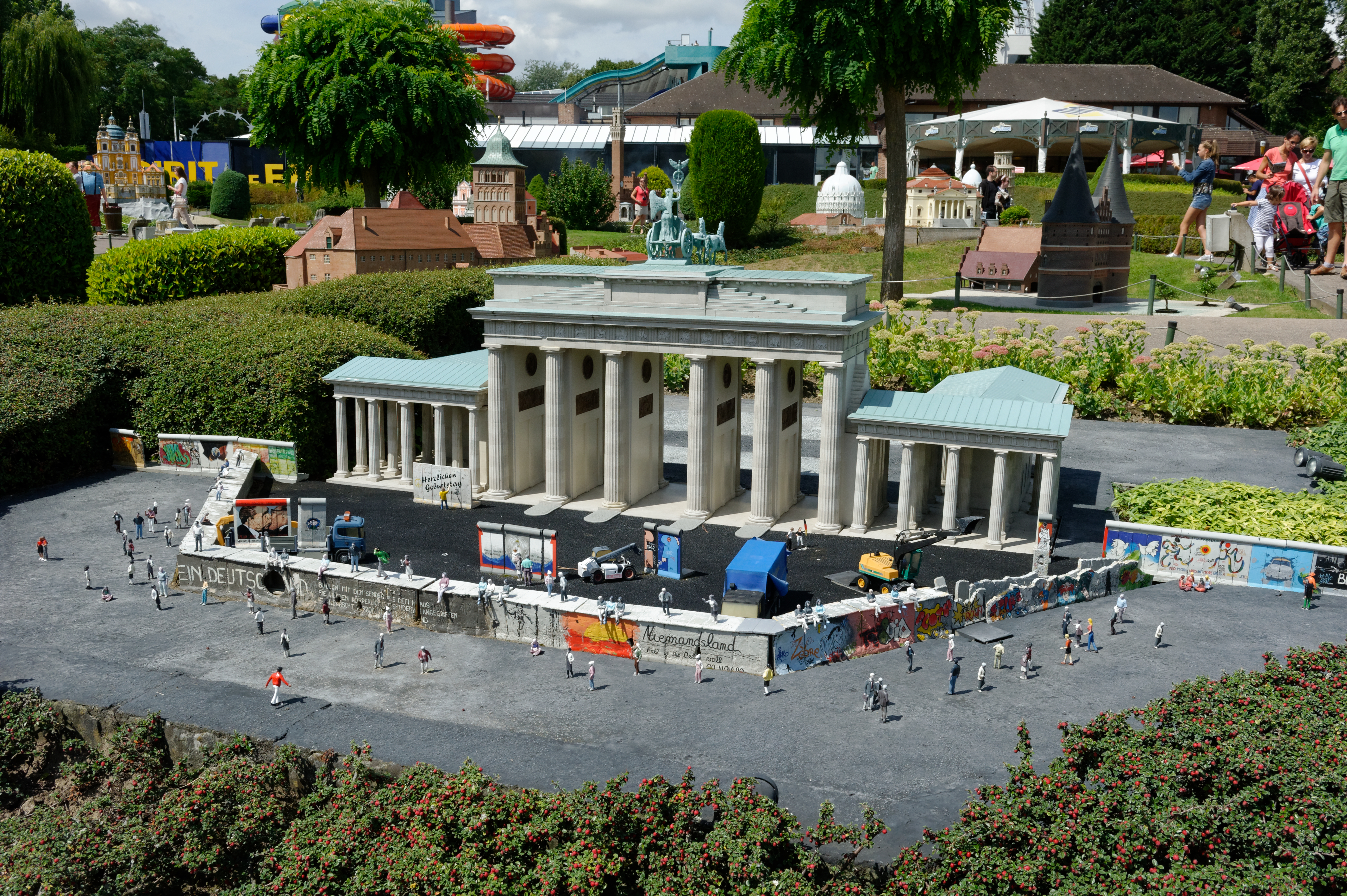
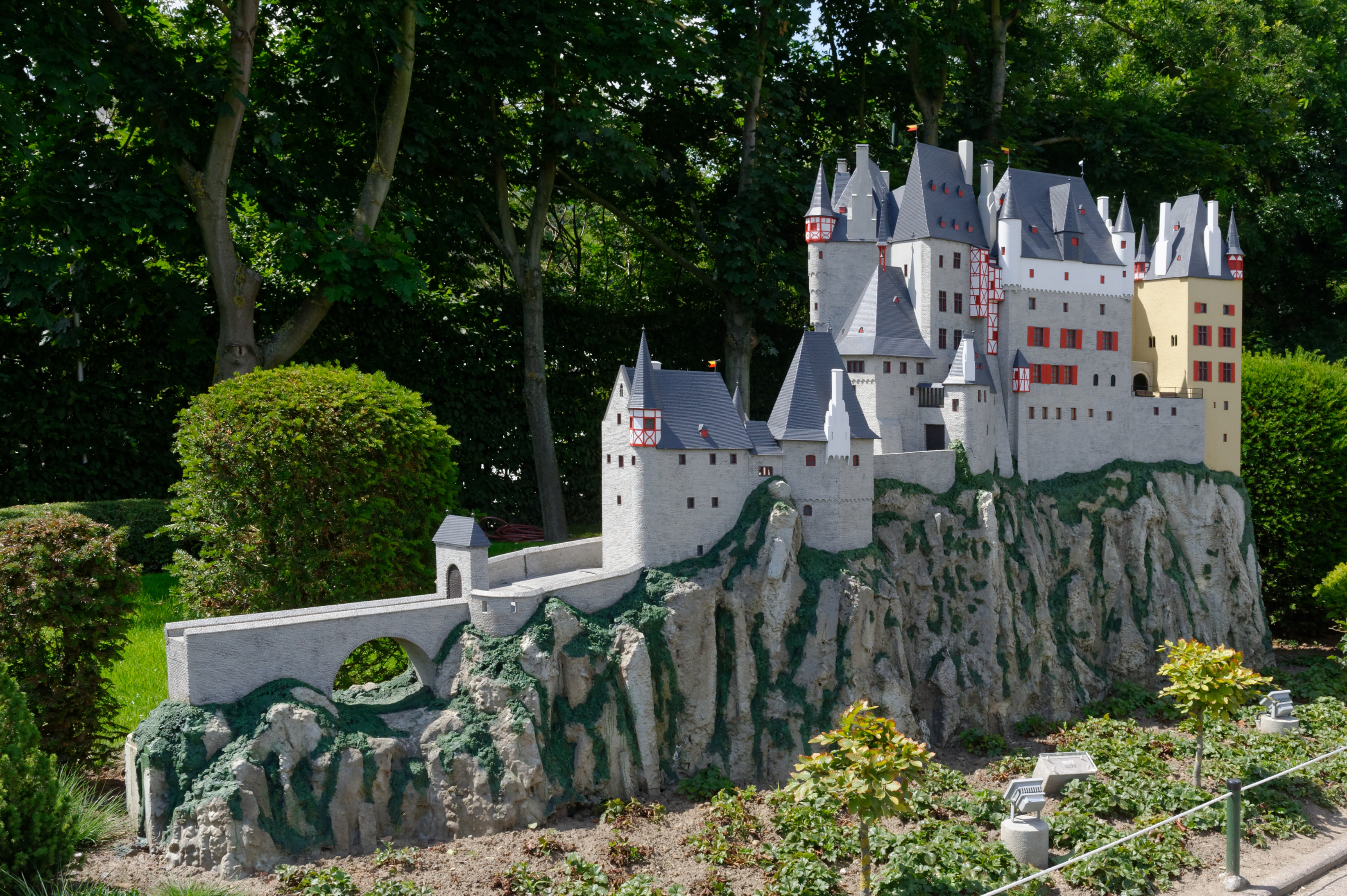
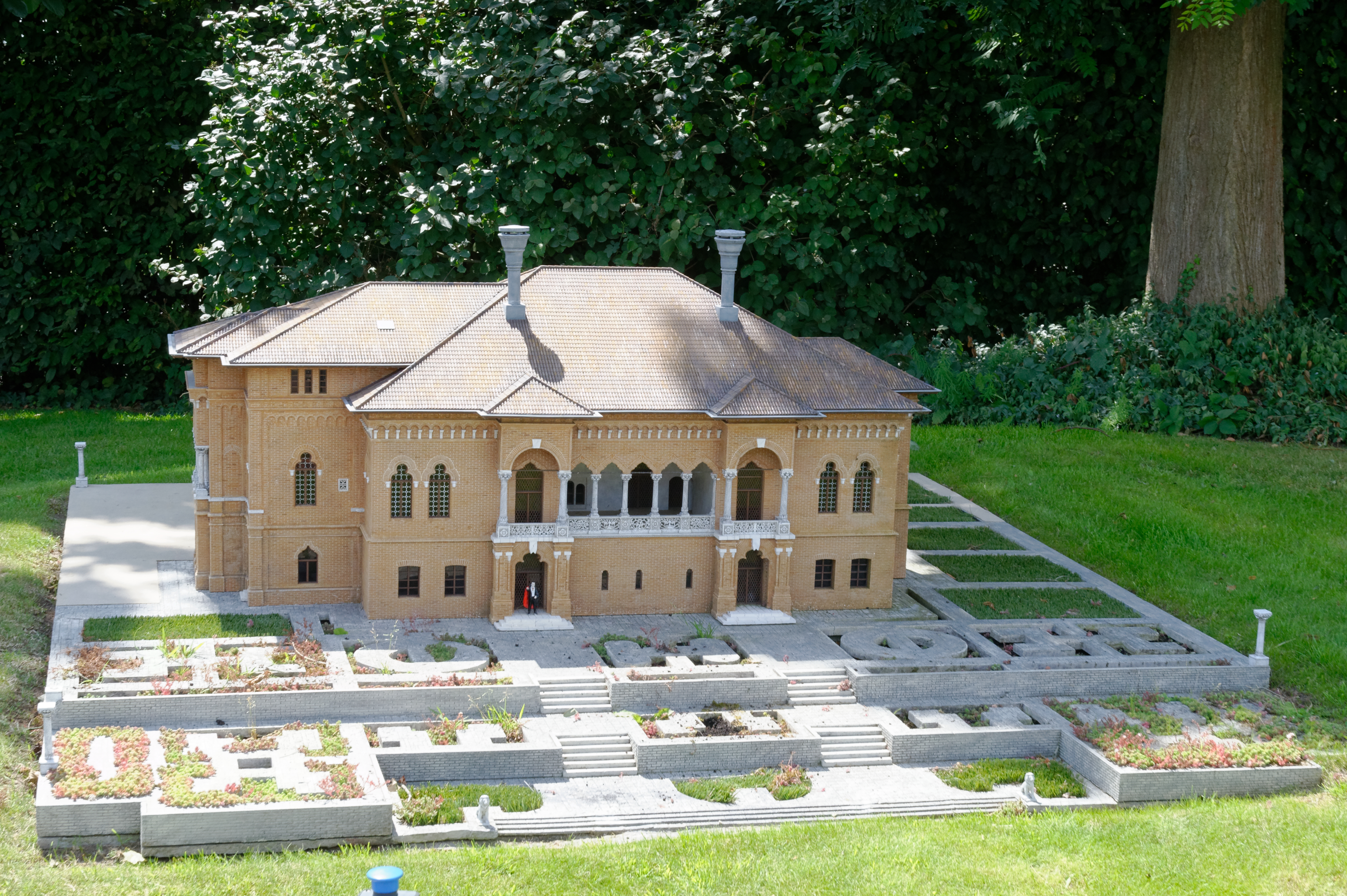
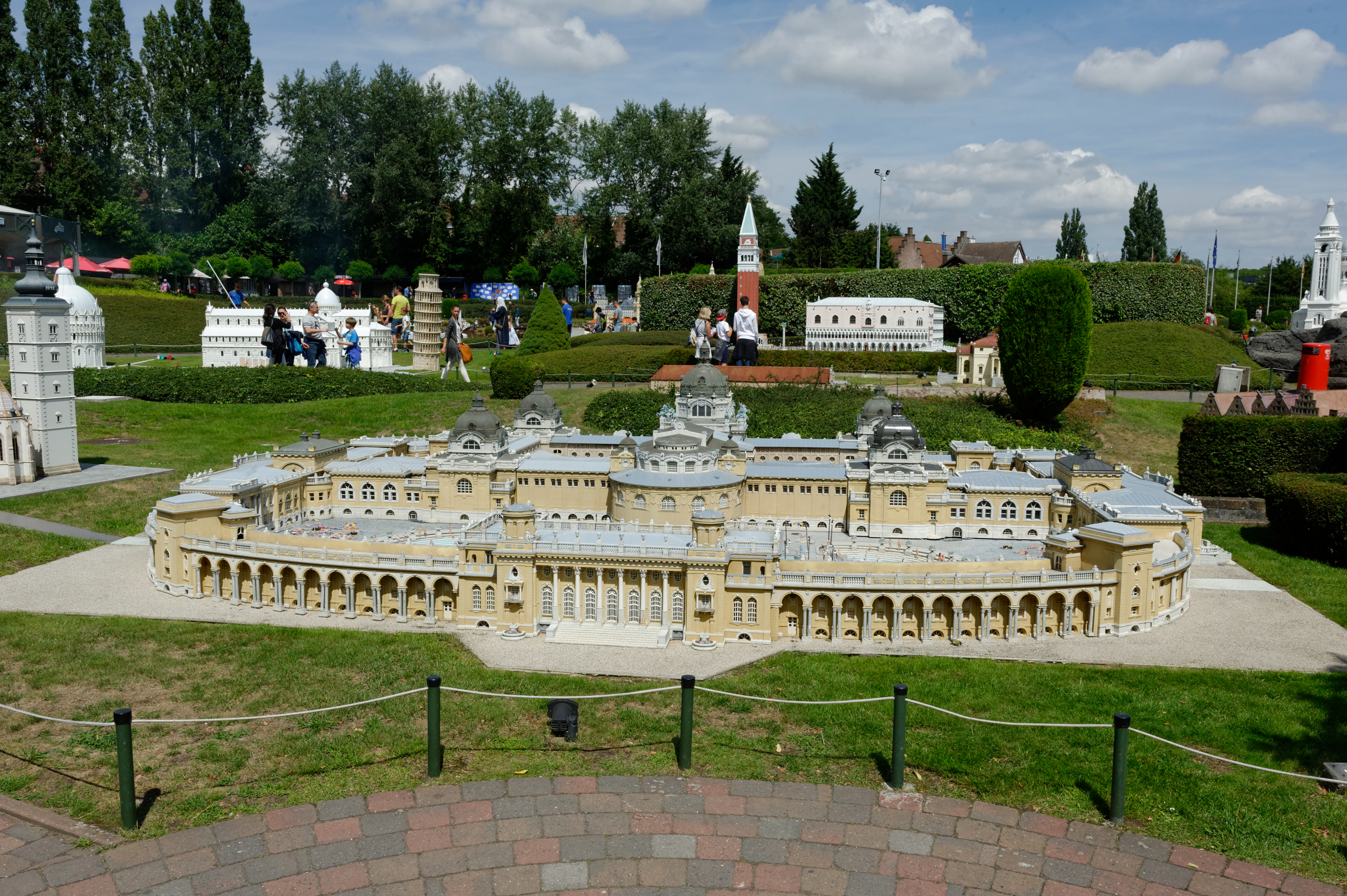
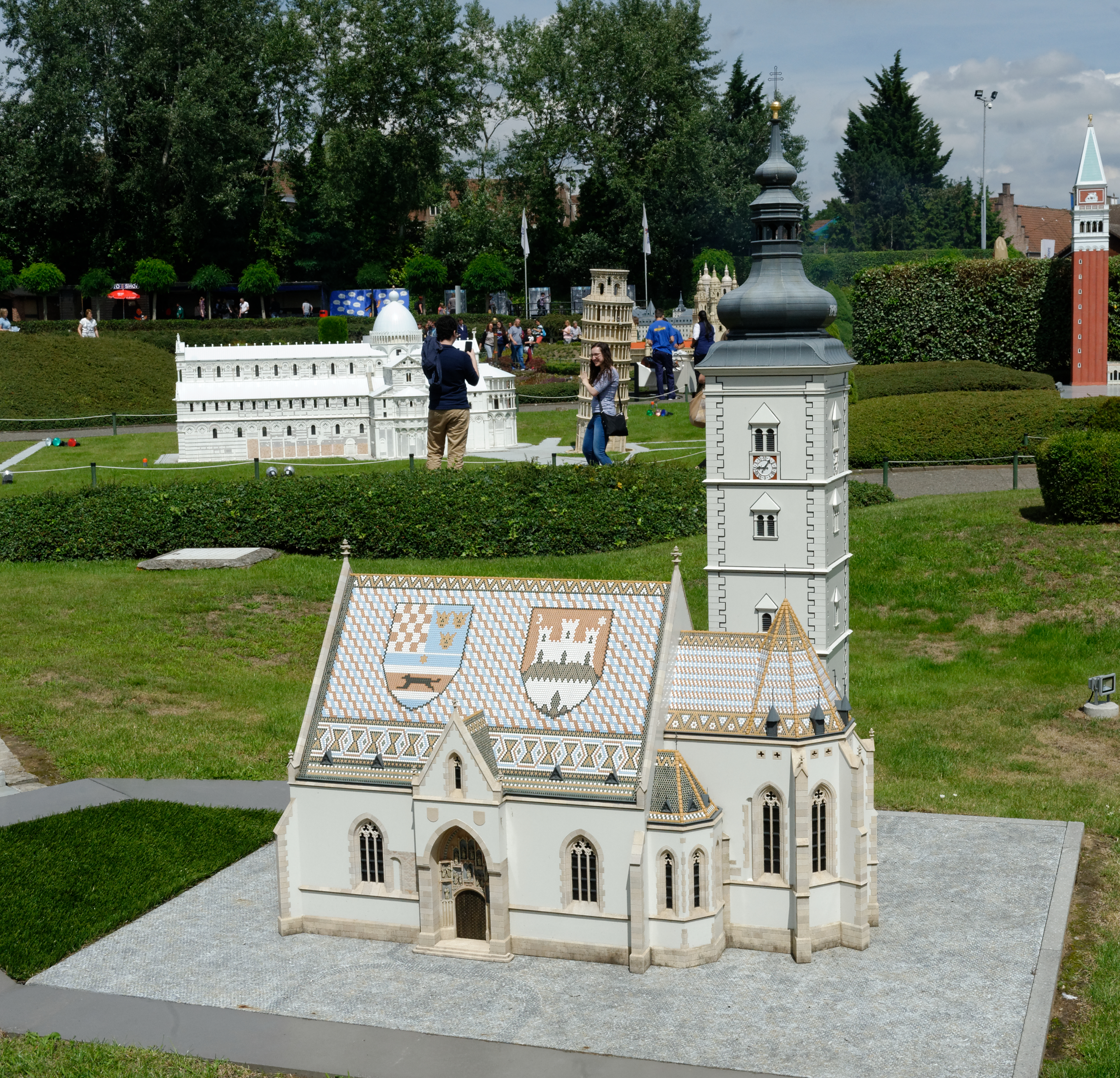

- Stratford nad Avonou
- Royal Crescent, Bath
- Hrad v Doveru